# Alexander von Mensdorff-Pouilly

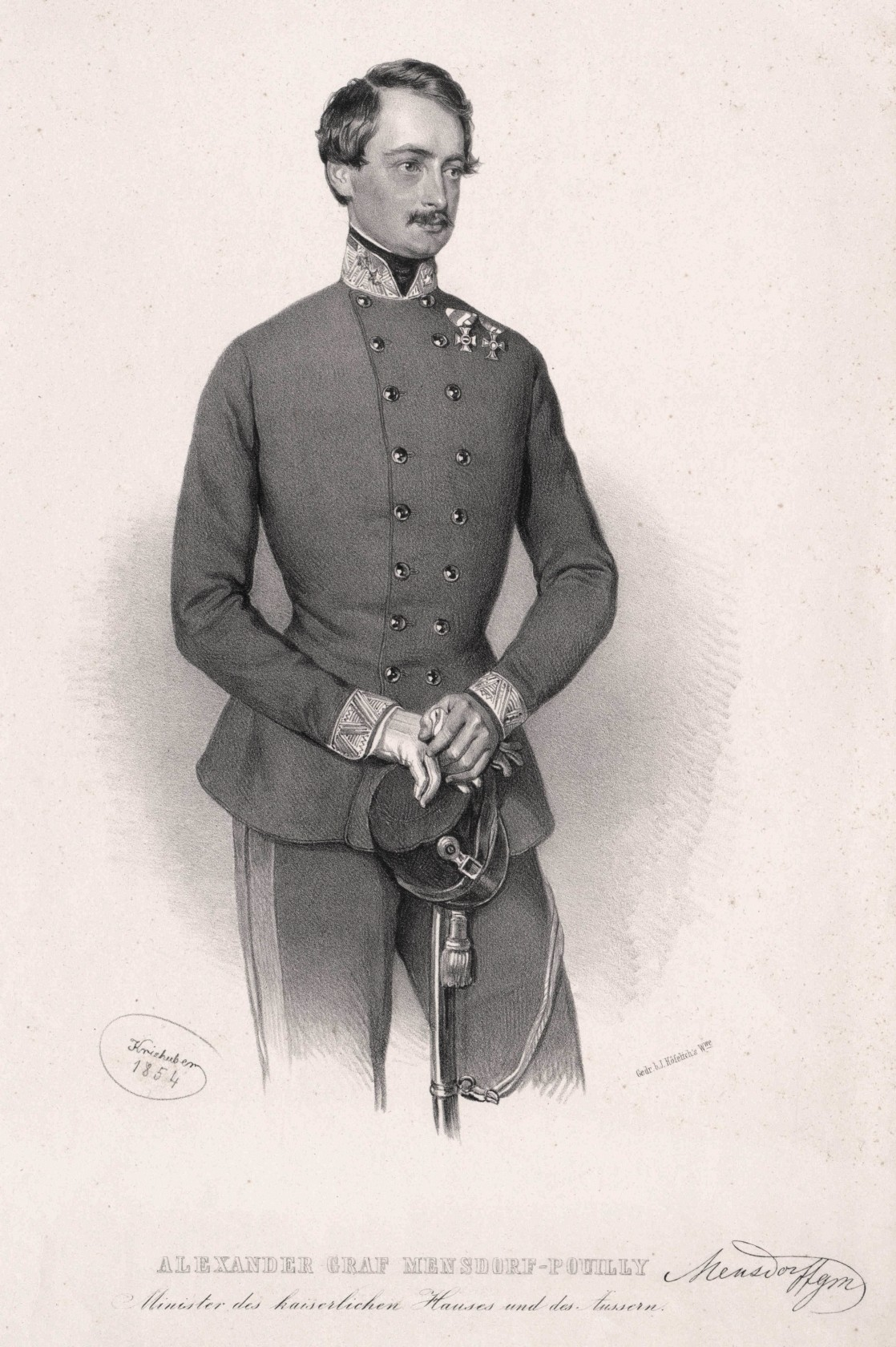
Alexander von Mensdorff-Pouilly

Graaf Alexander von Mensdorff-Pouilly (Coburg, 4 augustus 1813 - Praag, 14 februari 1871), vorst von Dietrichstein zu Nikolsburg, was een Oostenrijks generaal, diplomaat en politicus. Hij was minister van Buitenlandse Zaken van 1864 tot 1866 en een maand lang minister-president in 1865. Hij was een volle neef van koningin Victoria, aangezien hun moeders zussen waren.

## Biografie
Hij was de zoon van graaf Emmanuel von Mensdorff-Pouilly en prinses Sophie van Saksen-Coburg-Saalfeld, een zus van Leopold I van België. In 1829 trad hij in Oostenrijkse legerdienst en werd in 1836 tot kapitein bevorderd en in 1844 tot majoor. In 1848 en 1849 vocht hij tegen de Eerste Italiaanse Onafhankelijkheidsoorlog en de Hongaarse Revolutie. In 1849 werd hij vervolgens tot kolonel bevorderd en het jaar daarop tot generaal-majoor.
Mensdorff-Pouilly werd in 1851 als Oostenrijks commissaris naar Sleeswijk-Holstein gestuurd en in 1852 werd hij Oostenrijks ambassadeur in Sint-Petersburg. In 1858 werd hij bevorderd tot veldmaarschalk-luitenant. Ten tijde van de Poolse Januari-opstand was hij gouverneur van Oostenrijks Galicië.

### Minister van Buitenlandse Zaken
In oktober 1864 werd Mensdorff-Pouilly aangesteld tot minister van Buitenlandse Zaken. Zijn beleid in deze functie was echter grotendeels een voortzetting van zijn conservatieve voorganger graaf Bernhard von Rechberg. Zo trachtte hij de dominantie van de Duitse Bond te handhaven door een alliantie tussen Oostenrijk en Pruisen, met Pruisen als ondergeschikte partner. Hij weigerde onwrikbaar de Britse voorstellen te overwegen om het koninkrijk Lombardije-Venetië aan Italië over te dragen. 
Na Oostenrijks nederlaag in de Oostenrijks-Pruisische Oorlog van 1866 legde Mensdorff-Pouilly zijn ambten neer. Hierna werd hij alsnog aangesteld tot bevelvoerend generaal in Zagreb en vervolgens Praag.